# まいぷれ
まいぷれは、千葉県船橋市に本社を置く株式会社フューチャーリンクネットワーク（英: Future Link Network Co.,Ltd.）が運営する日本の地域情報のポータルサイトのブランド名である。日本全国各地の地域に特化した情報の編集・発信を行っており、名称「まいぷれ」は「My Place」に由来する。

## 概要
2000年3月の会社設立とともに、地域情報サイト「まいぷれ」を開設。日本全国の183エリアで展開する地域情報プラットフォームであり、地域の商店、企業、各種団体、行政なども参加し、地域の情報を集積し、地域コミュニティが活性化していくことを目指している。

## 沿革
- 2000年
  - 3月2日 - 会社設立[1]。千葉県八千代市に本社を置く。[要出典]
  - 3月 - 公式ウェブサイトを開設。地域情報サイト「まいぷれ」運営開始。
- 2002年
  - 2月 - 財団法人「ひまわりベンチャー育成基金」の助成事業認定を受ける。
  - 4月 - 本社を千葉県船橋市へ移転。
- 2018年（平成30年）9月3日 - 株式会社宣美（法人番号：5040001020872、千葉県八千代市勝田台1丁目6-3３）を吸収合併[2]。
- 2019年（令和元年9月2日 - 株式会社まいぷれ加古川（法人番号：2140001103406、兵庫県加古川市加古川町寺家町45）を吸収合併。

## サイト制作

### 官民協働ポータルサイト
- 神奈川県川崎市宮前区「みやまえぽーたろう」
- 東京都新宿区「しんじゅくノート」
- 埼玉県狭山市「さやまルシェ」
- 茨城県行方市「なめがた日和」
- 栃木県那須塩原市「きらきらホットなすしおばら」
- 京都府京都市「ことみん」
- 兵庫県伊丹市「いたみん」
- 大阪府交野市「織姫ねっと」
- 兵庫県赤穂市・上郡町・岡山県備前市「東備西播ともりんく」

ほか

### 特徴・特色
お食事（レストラン・飲食店）
日本各地域のユニークな店舗・施設情報を有料/無料で記載している。
暮らしコミュニティ
日本各地域の生活に役立つ情報や地元の発信した情報を記載している。
出かける・つながる
地域の祭りやフリーマーケットなどのイベント情報、趣味仲間を集めるサークル情報
その他、公共施設、医療、健康などについても発信している。